# Cimitirul catolic din Chișinău
Cimitirul catolic din Chișinău (cunoscut și ca cimitirul polonez) este un cimitir amplasat pe strada Valea Trandafirilor 11 din Chișinău. Aici sunt amplasate, de fapt, două cimitire: armenesc-gregorian, cu paraclisul Capela Învierea Mântuitorului din Chișinău, și cel romano-catolic polonez, cu paraclisul Capela Oganowici. Întrucât aceste două cimitire nu sunt delimitate de un hotar clar, ele sunt percepute ca un singur cimitir.

## Istorie
Înainte de apariția mormintelor, pe teritoriul cimitirelor se afla un azil pentru bătrâni și o grădină. Cimitirul romano-catolic datează de la începutul secolului al XIX-lea (aprox. 1808-1813), când mitropolitul Gavriil Bănulescu-Bodoni a dispus amenajarea unui cimitir pentru catolici și luterani, care imigrau în acea vreme din Imperiul Rus și Europa, mai ales din Polonia. Anul fondării este considerat 1822, când arhitectul Ozmidov, responsabil pentru planificarea cimitirului catolic, a venit la Chișinău. În 1913 peste mormântul lui Iosif Katanovici Oganowici (d. 14 ianuarie 1909), a fost construită Capela Oganowici. La sfârșitul anilor 1940 cimitirul a fost refăcut în cimitir obișnuit orășănesc. În 1960 o parte din morminte au fost distruse, pentru ca terenul astfel obținut să fie folosit pentru alte morminte. O parte din cimitir a fost distrus de cutremurul din 1977.

## Situație curentă
În cimitirul polonez nu se mai oficiază înmormântări.
Din 2015, mormintele și pietrele funerare sunt restabilite de către restauratori polonezi, în cadrul programului „Protecția patrimoniului cultural în străinătate” implementat de Ministerul Culturii și Patrimoniului Național al Poloniei⁠(d). Informațiile privind cel puțin 70 de morminte din cimitir au fost digitalizate și publicate online de o altă organizație în 2024.

## Statut de protecție
Până în mai 2025, în Registrul monumentelor Republicii Moldova ocrotite de stat figurau doar cimitirele, cu numerele 187 și 188 dar fără precizarea care la ce număr se află. Prin Hotărârea nr. 101 din 22 mai 2025 privind modificarea Registrului monumentelor Republicii Moldova ocrotite de stat, aprobat prin Hotărârea Parlamentului nr. 1531/1993, intrată în vigoare la 28 mai 2025, în Registru au fost introduse capela și paraclisul și s-a precizat numărul de registru al fiecărui cimitir. Astfel, în prezent capela și cimitirul catolic constituie împreună un monument istoric, de artă și arhitectural de importanță națională inclus în Registrul monumentelor Republicii Moldova ocrotite de stat cu nr. 187 (municipiul Chișinău), cele două poziții fiind descrise după cum urmează:
- Cimitir cu complex de monumente (sector catolic)
- Capela familiei Ohanowicz

Conform aceluiași document, capela datează din 1909-1922, iar cimitirul din sec. XVIII-XX.